# Fredrik Bajer
Fredrik Bajer (geboren am 21. April 1837 in Vesteregede; gestorben am 22. Januar 1922 in Kopenhagen) war ein dänischer Politiker und Parlamentarier. Für seinen Einsatz zur internationalen Friedenssicherung und vor allem für seine Arbeit mit dem Bureau International Permanent de la Paix (Ständiges Internationales Friedensbüro), dessen Präsident er war, erhielt er den Friedensnobelpreis 1908 mit Klas Pontus Arnoldson.

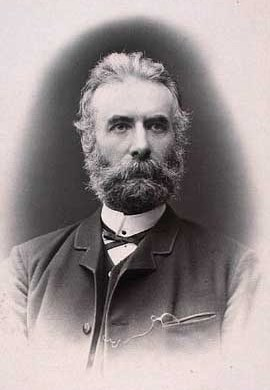
Fredrik Bajer

## Leben
Fredrik Bajer wuchs in einem evangelischen Pfarrhaus auf. Er 
war der Sohn eines Geistlichen und besuchte von 1848 bis 1854 die Sorø Akademi. Kurz vor dem Abschluss brach er die Schulausbildung ab, um Berufsoffizier zu werden, und ging auf die Militärakademie Kopenhagen. Diese schloss er 1856 ab und wurde der Kavallerie als Unterleutnant zugeteilt. Nachdem er am Deutsch-Dänischen Krieg von 1864 teilgenommen hatte, entschloss er sich, Friedenspolitiker zu werden. 1865 schied er aus der Armee aus und finanzierte sich und seine Familie durch Lehrtätigkeiten an verschiedenen Schulen in Kopenhagen.
1867 trat Bajer der Société Française pour l’arbitrage entre nations (Internationale Friedensliga) von Frédéric Passy bei und warb dafür sehr intensiv in den Ländern Skandinaviens. 1869 wurde er Vorsitzender einer Wählervereinigung in Kopenhagen und 1872 in dieser Position in das dänische Parlament gewählt. Bis 1895 war er Mitglied des dänischen Reichstages und trat dort sehr engagiert für Frauenrechte und soziale Fragen ein. So wollte er ein Verhältniswahlrecht durchsetzen, die Zollschranken reduzieren und die traditionelle Armee durch Volksmilizen ersetzen. Seine Frau Matilde Bajer, eine sehr aktive Frauenrechtlerin und Pazifistin, und er gründeten 1871 die Dänische Frauenliga. 1882 rief Bajer den Dänischen Friedensverein ins Leben, der später zur Dänischen Friedensgesellschaft wurde, deren Vorsitzender er von 1884 bis 1892 war.
Am 13. November 1891 war Bajer beim Friedenskongress in Rom eines der Gründungsmitglieder des Bureau International Permanent de la Paix, das seinen Sitz in Bern in der Schweiz nahm. Er wurde der erste Präsident dieser Organisation und blieb dies bis 1907; danach war er Ehrenpräsident. Als Teilnehmer besuchte er die Friedenskongresse der Internationalen Liga für Frieden und Freiheit sowie die skandinavischen National-Friedenskongresse und fast alle Weltfriedenskongresse. Für seine Arbeit erhielt er 1908 gemeinsam mit Klas Pontus Arnoldson den Friedensnobelpreis. Bei der Nobelpreisverleihung äußerte er sich kritisch über die unzureichende Organisation der Friedensbewegung. Nach seinem Rückzug aus der aktiven Friedensarbeit musste er mit ansehen, wie der Erste Weltkrieg seine Ideale vernichtete. Bajer starb 1922 in Kopenhagen.